# Skarpabborrtjärnen (Linsells socken, Härjedalen)
Skarpabborrtjärnen är en sjö i Härjedalens kommun i Härjedalen och ingår i Dalälvens huvudavrinningsområde.